# Банацький Анатолій Фотійович
Анатолій Фотійович Бана́цький — головний сержант Збройних сил України, учасник російсько-української війни, що відзначився у ході російського вторгнення в Україну. Герой України (2024).

## Життєпис
Під час російського вторгнення в Україну служить у складі 128-ї окремої гірсько-штурмової бригади. Брав участь у штурмових діях на Запорізькому напрямку — під час боїв біля села Копані Запорізької області виконав поставлене завдання й надавав допомогу в евакуації поранених і загиблих військовослужбовців. Завдяки злагодженим штурмовим діям підрозділу вдалося відкинути противника, зайняти його опорний пункт і закріпитися на визначених рубежах.

## Нагороди
- Звання Герой України з врученням ордена «Золота Зірка» (2.02.2024) — за особисту мужність і героїзм, виявлені у захисті державного суверенітету та територіальної цілісності України, самовіддане служіння Українському народу[3].